# Вярска (волость)
Вярска (эст. Värska  ) — бывшая волость в Эстонии в составе уезда Пылвамаа.

## Положение
Площадь волости — 187,7 км², численность населения на  1 января 2011 года составляла 1466 человек.
Административный центр волости — посёлок Вярска. Помимо этого, на территории волости находятся ещё 34 деревни.

## История
На 1914 год в Псковском уезде Псковской губернии существовала Слободская волость с центром в селе Верхоустье или Верхоустьинское — современном селе Вярска — на территории современных волостей Вярска и Микитамяэ уезда Пылвамаа Эстонии, а также Кулейской и Круппской волостей Печорского района Псковской области РФ.
В результате административной реформы местных самоуправлений Эстонии вошла в состав новой волости Сетомаа.